# Nam Khánh
Lê Nam Khánh (sinh năm 1977), thường được biết đến với nghệ danh Nam Khánh, là một nam ca sĩ người Việt Nam, hoạt động chủ yếu ở dòng nhạc trữ tình, nhạc thính phòng. Anh được biết đến là trưởng nhóm nhạc AC&M nổi tiếng thập niên 2000 và giữ vai trò này cho đến khi nhóm tan rã. Nam Khánh từng đoạt giải nhất Liên hoan Tiếng hát truyền hình thành phố Hồ Chí Minh và giải nhì Liên hoan tiếng hát truyền hình toàn quốc - Giải Sao Mai năm 1999.

## Tiểu sử
Lê Nam Khánh sinh năm 1977 trong một gia đình có truyền thống nghệ thuật với cha là nhạc sĩ Lê Khiêm (quê gốc An Giang) và mẹ là nghệ sĩ Minh Ngọc, đều thuộc biên chế quân đội.
Khi mới lên 7 tuổi, theo định hướng của ba mẹ, Nam Khánh theo học bậc Trung cấp chuyên nghiệp chuyên ngành Biểu diễn piano trong 11 năm. Khi hoàn tất bậc Trung học phổ thông, do bị mất phương hướng và không còn thích theo đuổi nghệ thuật, anh đã chọn thi vào Trường Đại học Kinh tế Thành phố Hồ Chí Minh. Một thời gian sau, nhờ sự dẫn dắt của NSƯT Quốc Trụ, Nam Khánh tiếp tục thi đậu vào bậc Đại học, chuyên ngành Biểu diễn thanh nhạc tại Nhạc viện Thành phố Hồ Chí Minh. Sau thời gian học tập, anh đã tốt nghiệp chương trình đào tạo của cả hai trường.

## Sự nghiệp
Lê Nam Khánh từng giành Huy chương vàng Tiếng hát học sinh, sinh viên chuyên nghiệp toàn quốc năm 1997; giải Nhất Tiếng hát Truyền hình Thành phố Hồ Chí Minh năm 1999; giải Nhì Tiếng hát Truyền hình Toàn quốc năm 1999 (tiền thân giải Sao Mai). Sau những thành tích trên, anh tập trung phát triển sự nghiệp hát solo và giảng dạy thanh nhạc tại Trường Cao đẳng Văn hóa Nghệ thuật Thành phố Hồ Chí Minh.
Năm 2001, nhóm AC&M được thành lập với các thành viên Hoàng Bách, Đình Bảo, Thụy Vũ và Lê Nam Khánh, trong đó Nam Khánh làm trưởng nhóm. Là nhóm nhạc hiếm hoi tại Việt Nam theo thể loại A Cappella, AC&M đã thu hút sự chú ý từ khán giả và gặt hái nhiều thành công.
Năm 2005, Nam Khánh vượt qua các ứng cử viên khác đến từ Mỹ, Malaysia và Ấn Độ để nhận học bổng âm nhạc của Đại học California tại Berkeley. Chương trình học gồm hai năm tại Malaysia rồi mới sang Mỹ, nhưng Nam Khánh đã quyết định về nước chỉ sau một tháng vì không quen môi trường mới ở Malaysia.
Đầu năm 2009, Nam Khánh phát hành album riêng thứ hai là Yêu và Mơ, sau album đầu tay Nam Khánh vol.1; nhóm AC&M tan rã cùng năm này khi Đình Bảo và Hoàng Bách chủ động tách ra phát triển sự nghiệp riêng, còn anh thì ít tham gia vào các sự kiện âm nhạc hơn. Nam Khánh đã tiếp tục hợp tác với Thụy Vũ thêm một thời gian ngắn nữa trước khi thành lập công ty chuyên về lĩnh vực truyền thông, đào tạo âm nhạc.
Nam Khánh từng tham gia cuộc thi Ngôi sao tiếng hát sinh viên 2010 với vai trò là giám khảo. Anh cũng làm người hướng dẫn cho các thí sinh của Vietnam Idol 2012, Học viện ngôi sao 2014, Sao Mai điểm hẹn 2022.
Vào năm 2020, nam ca sĩ đã phát hành MV "Lũ ơi, xin đừng về", kêu gọi khán giả quyên góp vật chất để ủng hộ đồng bào trong trận lụt miền Trung Việt Nam năm 2020.

## Đời tư
Trong thời gian làm thủ tục sang Malaysia du học (2005), Nam Khánh đã gặp Nguyễn Hồng Bảo Thi, người sau này là vợ anh, và cả hai kết hôn vào năm 2007. Hiện anh và vợ có 2 người con trai.

## Giải thưởng
| Năm  | Cuộc thi                                              | Kết quả         | Ghi chú                                  | Nguồn |
| ---- | ----------------------------------------------------- | --------------- | ---------------------------------------- | ----- |
| 1997 | Tiếng hát học sinh, sinh viên chuyên nghiệp toàn quốc | Huy chương vàng |                                          | [ 2 ] |
| 1999 | Tiếng hát Truyền hình Thành phố Hồ Chí Minh           | Giải nhất       |                                          | [ 2 ] |
| 1999 | Tiếng hát Truyền hình Toàn quốc                       | Giải nhì        | Hạng mục: Phong cách thính phòng (Opera) | [ 2 ] |

## Tác phẩm
| Năm  | Tựa đề                       | Sản phẩm     | Ghi chú   |
| ---- | ---------------------------- | ------------ | --------- |
| 2003 | Nam Khánh vol.1              | Album nhạc   |           |
| 2007 | A Capella                    | Phim dài tập | cùng AC&M |
| 2009 | Yêu và mơ                    | Album nhạc   |           |
| 2010 | Cuộc chiến hoa hồng (phần 2) | Phim dài tập |           |
| 2016 | Chuyện tình nàng Giáng Hương | Nhạc kịch    |           |
| 2020 | Lũ ơi, xin đừng về           | MV           |           |